# Music (Madonna-låt)
"Music" är en låt framförd av den amerikanska popartisten Madonna. Det var den första singeln från Madonnas åttonde studioalbum med samma namn och släpptes den 21 augusti 2000. Låten, som skrevs och producerades av Madonna och Mirwais Ahmadzaï, handlar om människor som roar sig på en fest, och Madonna menar att musik får människor att träffas. Musikaliskt sett är "Music" en pop- och electropoplåt.
Musikvideon till låten regisserades av Jonas Åkerlund och filmades i Los Angeles i april 2000.

## Medverkande
- Madonna – låtskrivare, producent
- Mirwais Ahmadzaï – låtskrivare, producent
- Keeling Lee – gitarr
- Jonathan White – elbas
- Patrick Dawes – slagverk
- Dan Hewson – strängarrangemang
- Jean-Baptiste Mondino – fotografi
- Kevin Reagan – art director, design

Medverkande är hämtade ur albumhäftet till Music.

## Listplaceringar

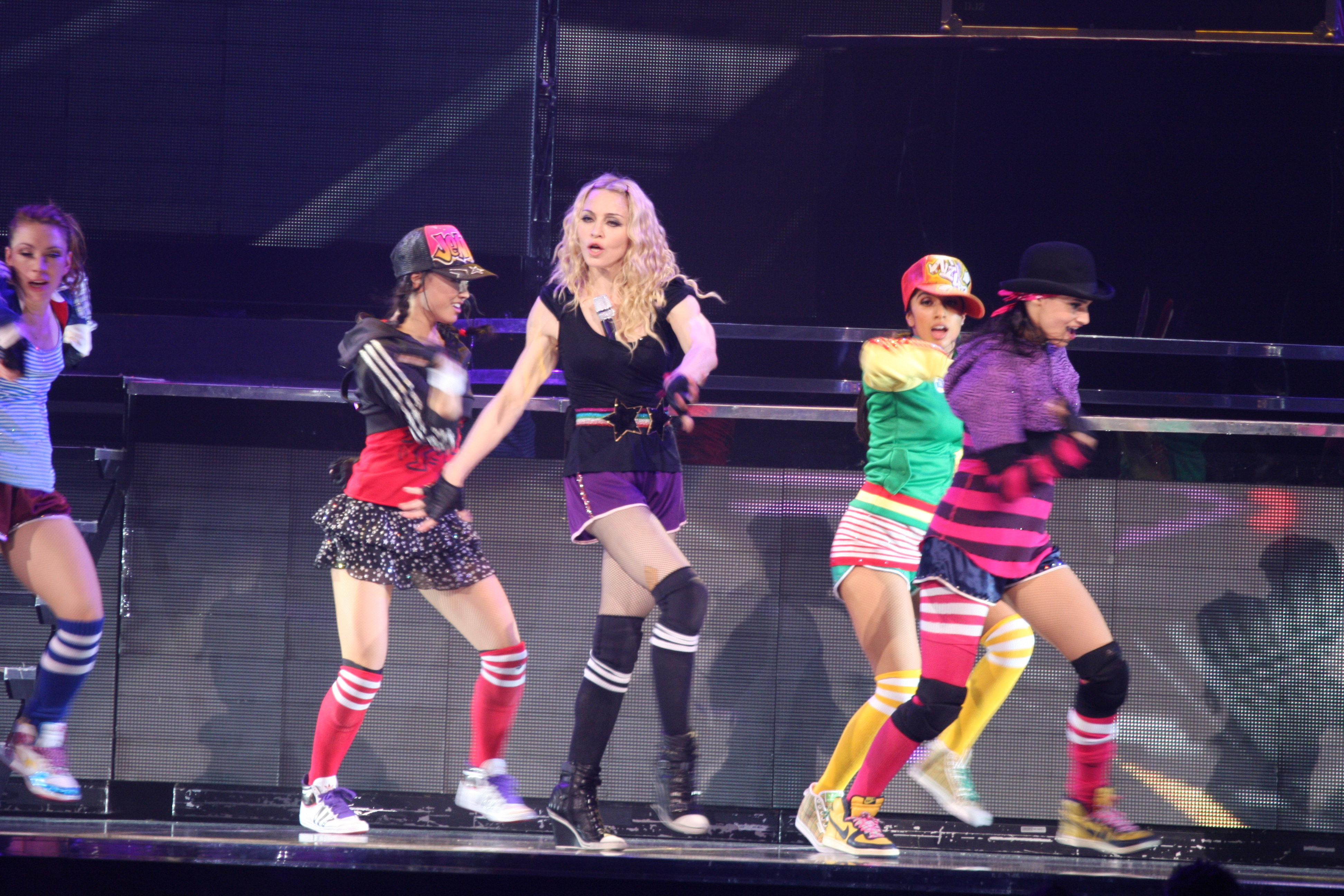
Madonna framför låten under 2008 års Sticky & Sweet Tour

| Lista (2000)                         | Högsta position |
| ------------------------------------ | --------------- |
| Australien                           | 1               |
| Belgien (Flandern)                   | 6               |
| Belgien (Vallonien)                  | 4               |
| Finland                              | 8               |
| Frankrike                            | 8               |
| Irland                               | 7               |
| Italien                              | 1               |
| Kanada                               | 1               |
| Nederländerna                        | 4               |
| Norge                                | 1               |
| Nya Zeeland                          | 1               |
| Schweiz                              | 1               |
| Spanien                              | 1               |
| Sverige                              | 2               |
| Storbritannien                       | 1               |
| USA (Billboard Hot 100)              | 1               |
| USA (Billboard Hot Dance Club Songs) | 1               |
| USA (Billboard Mainstream Top 40)    | 2               |
| Österrike                            | 5               |